# Modèle de l'électron quasi libre
 (signalé en mai 2025).
Si vous disposez d'ouvrages ou d'articles de référence ou si vous connaissez des sites web de qualité traitant du thème abordé ici, merci de compléter l'article en donnant les références utiles à sa vérifiabilité et en les liant à la section « Notes et références ».
- Archive Wikiwix
- Bing
- Cairn
- DuckDuckGo
- E. Universalis
- Gallica
- Google
- G. Books
- G. News
- G. Scholar
- Persée
- Qwant
- (zh) Baidu
- (ru) Yandex
- (wd) trouver des œuvres sur Wikidata

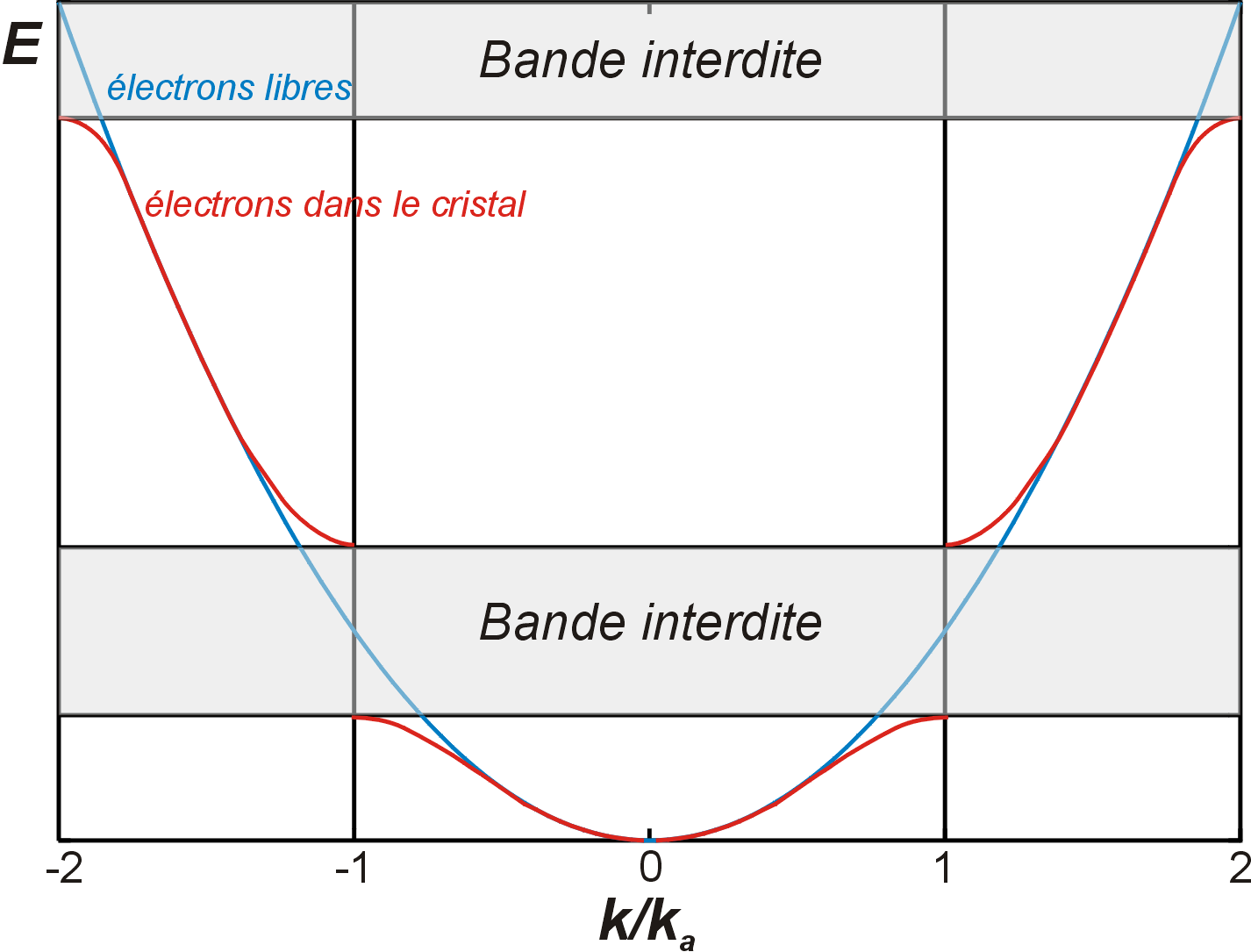
Bandes interdites dans un diagramme énergie/vecteur d'onde pour des électrons placés dans un cristal.

En mécanique quantique, le modèle de l'électron quasi libre  est un modèle permettant de modéliser les propriétés des électrons pouvant se déplacer de façon quasiment libre dans le réseau cristallin d'un solide. Ce modèle est très proche du modèle plus conceptuel de l'approximation du réseau vide. Ce modèle permet de donner un premier aperçu de la théorie des bandes, et permet en bonne approximation de calculer le niveau de ces bandes, en particulier pour les métaux.